# Rechtsanwaltskammer für den Oberlandesgerichtsbezirk Celle
Die Rechtsanwaltskammer für den Oberlandesgerichtsbezirk Celle (RAK) ist eine von 28 Rechtsanwaltskammern in Deutschland. Sie hat ihren Sitz in Celle (Niedersachsen) und ist zuständig für die Anwälte in den Landgerichtsbezirken Bückeburg, Hannover, Hildesheim, Lüneburg, Stade und Verden.  
Präsident der Kammer ist Thomas Remmers. Ihr gehören etwa 6000 zugelassene Rechtsanwälte und Rechtsanwaltsgesellschaften als Mitglieder an. 
Daneben gibt es in Niedersachsen noch die Rechtsanwaltskammern für die Oberlandesgerichtsbezirke Oldenburg und Braunschweig.